# Gliese 412
Gliese 412 är ett par av stjärnor med gemensam egenrörelse, och förmodas vara en dubbelstjärna, i mellersta delen av stjärnbilden Stora björnen. Primärstjärnan har en skenbar magnitud av ca 8,68 och kräver ett mindre teleskop för att kunna observeras. Baserat på parallaxmätning inom Hipparcosuppdraget på ca 203,9 mas beräknas den befinna sig på ett avstånd av 16 ljusår (ca 4,9 parsec) från solen. Den rör sig bort från solen med en heliocentrisk radialhastighet av ca 65 km/s. Stjärnorna ingår i halopopulationen i Vintergatan.

## Observation
Primärstjärnan övervakades med avseende på variationer i radiell hastighet (RV) orsakade av en följeslagare med Jupitermassa under en kort period. Den visade inget betydande överskott av RV-variation som kunde tillskrivas en planet. En sökning av systemet med hjälp av nära infraröd speckle-interferometri misslyckades också att upptäcka en följeslagare som kretsade inom avstånd av 1–10 AE. Inte heller en brun dvärg har upptäckts i omloppsbana inom systemet.

## Egenskaper
Primärstjärnan Gliese 412 A är en röd dvärgstjärna i huvudserien av spektralklass M1.0 V. Den har en massa av ca 0,48 solmassa, en radie av ca 0,38 solradie och har en effektiv temperatur av ca 3 700 K.
Följeslagaren Gliese 412 B är en röd dvärgstjärna i huvudserien av spektralklass M6.0 V. Den har en massa av ca 0,10 solmassa, en radie av ca 0,13 solradie och har en effektiv temperatur av ca 2 700 K. Den är en flarestjärna, som även kallas WX Ursae Majoris, och karakteriseras som en variabel stjärna av UV-typ av Ceti som visar sällsynta ökningar i ljusstyrka. Stjärnan observerades  av den holländska astronomen Adriaan van Maanen blossa så tidigt som 1939.
WX Ursae Majoris har identifierats som en källa till röntgenstrålning, medan ingen signifikant röntgenstrålning upptäcktes från komponent A. Konstellationen hade inte studerats i röntgenbandet före ROSAT-uppdraget.
Paret har en vinkelseparation på 31,4 bågsekunder vid en positionsvinkel på 126,1°. De båda stjärnorna har en projicerad separation på ca 152 AE och en beräknad halv storaxel på 190 AE.